# Dos Lagos
Dos Lagos —en inglés: Two Lakes— es una serie de televisión méxico-estadounidense de terror y suspenso producida por Benjamín Salinas y Roberto González para TV Azteca en coproducción con 20th Century Fox, dirigida por Conrado Martínez y transmitida por Azteca 7 el 9 de noviembre de 2017. Está basada en la miniserie estadounidense The Oaks creada por David Schulner y producida por Fox entre los años 2008 y 2009. Esta versión es adaptada por Adrián Mazoy.
Protagonizada por Citlalli Anaya; junto a Natasha Esca. Cuenta además con las actuaciones estelares de Alejandra Redondo, Matías Novoa. Rodolfo Arias Fernando Becerril, Ernesto Álvarez y Cecilia Piñeiro.
La producción inició a mediados del 2015.

## Reparto
- Citlalli Anaya como Lucía De la Garza Ramírez
- Natasha Esca como Eva Arroyo
- Alejandra Redondo como Clara Garrido Arroyo
- Matías Novoa como David Laborde
- Fernando Becerril como Pedro De la Garza Ramírez (adulto)
- Ernesto Álvarez como Alberto De la Garza
- Cecilia Piñeiro como Marta Ramírez de De la Garza
- Karla Rico como Viviana Arroyo (adulta)
- Carlos Díaz González como Pedro de la Garza Ramírez (niño)
- Fátima Valentina como Viviana Arroyo (niña)
- Germán Valdés como Tomás (joven)
- Fernando Sarfati como Bernardo De la Garza
- Gabriela Andrade como Laura de De la Garza
- Matías Castillo como Leonardo
- Rodolfo Arias como Tomás (adulto)
- Ramiro Tomasini como Nicolás Rodarte
- Ariana Ron Pedrique como Sofía
- León Peraza como Pablo
- Nahuel Escobar como Héctor Dorante
- Karla Cruz como Ximena
- Carlos Torres Torrija como Aurelio Garrido

## Música original
- José de la Parra
- Cristóbal MarYan
- Arturo Morfín
- Rodrigo Flores López